# 達
達（「たっし」または「たつ」）とは、江戸時代に上位の役所・役人から下位の役所・役人、その他管下の者に対して出される指示・命令のこと。御達（おたっし）・達物（たっしもの）・御沙汰（おさた）などの別名がある。
転じて、明治政府初期に行政立法としての令達名として用いられ、陸海軍においてはそれ以後も軍政 (行政)の令達名として用いられている文書の名称である。

## 概要

### 形式
一般庶民に対して知らせる形式は触（御触書はその典型）であるのに対し、達は特定の下級の役所もしくは役人に対して命令を知らせる形式である。

### 内容
達の内容は、個別案件に関する具体的な処分や内部の訓令・通達が多く、外部には表沙汰にしない性格のものが多く含まれていた。
通常は達書（たっしがき）と呼ばれる文書の形式で伝達されたが、直接口頭で申し渡す口達（くたつ）と呼ばれる形式もあった。ただし、伝達の対象が役所である場合には、当該役所ではなくその責任者もしくは月番担当者の役職名を名宛人として出された。
また、江戸幕府の老中の達は、国政に関わる重要なものも含まれており、将軍の裁可を得たのちに書付と呼ばれる書面にして名宛人もしくはその代理（名宛人が大名であれば、留守居）に渡された。

### 明治
明治政府成立後、主に官庁に対する指示・命令に対して達という呼称が用いられた。
例えば、明治政府の最高機関であった太政官の場合、全国民に対する指示・命令を「太政官布告」と呼んだのに対し、官庁に対する指示命令を「太政官達」と称した。
ただし、初期のものには一貫した呼称はなく、「布告」「達」などの区別が明確化されたのは、1873年（明治6年）に制定された正院事務章程以後のことである。
1886年（明治19年）の公文式制定によって行政府における達は廃止された。

### 陸軍・海軍
陸軍・海軍においては、それ以後も軍令以外の令達で恒久的な効力を持つ文書について、「陸達」ないし「海達」という名称で達が残存した。
戦後においては、防衛組織の長（保安庁長官、防衛庁長官、防衛大臣）が発出する訓令に対して、幕僚長または部隊等の長が細部の例規的事項を定めるための命令である。

### 昭和
昭和期の俗語においては、「社長から業績目標についてお達しがあった」というように、権力者からの命令という意味で用いられている。
防衛省（防衛庁時代からも）では訓令、通達類と同様に使われている。訓令その他の命令若しくは自衛隊達に基づき又は隊務の管理運営の必要上細部の例規的事項を定めるため、幕僚長、各部隊の長等が部隊若しくは機関、共同の部隊に命令として発する。